# 1439

## Události
- Velká morová epidemie v českých i v okolních zemích.
- 6. června byla na koncilu ve Florencii podepsána bula Laetentur coeli o církevní unii, jež stanovila mimo jiné svrchovanost papeže nad východní církví (tzv. Florentská církevní unie – ta formálně existovala v l. 1439–1472).
- Z tohoto roku pochází nejstarší židovský náhrobek Abigdora Karo ze hřbitova na Starém Městě pražském.
- Počátek portugalské kolonizace Azor.

### Probíhající události
- 1431–1445 – Basilejsko-ferrarsko-florentský koncil
- 1436–1449 – Lučchuan-pchingmienské války

## Narození
- 20. března – Jana Portugalská, kastilská královna († 12. prosince 1475)
- 9. května – Pius III., papež († 1503)

## Úmrtí
- 24. června – Fridrich IV. Habsburský, vévoda tyrolský (* 1382)
- 8. července – Ču Jou-tun, kníže z Čou, čínský básník a spisovatel (* 7. února 1379)
- 4. září – Křišťan z Prachatic, český astronom, matematik, lékař a teolog (* před 1370)
- 28. října – Albrecht II. Habsburský, český král (* 16. srpna 1397)
- 31. prosince – Markéta Hollandová, anglická šlechtična a pravnučka krále Eduarda I. (* 1385)
- Jan I. Opolský, opolský kníže (* ?)

## Hlavy států
- České království – Albrecht II. Habsburský
- Svatá říše římská – Albrecht II. Habsburský
- Papež – Evžen IV. – Felix V. (vzdoropapež)
- Anglické království – Jindřich VI.
- Francouzské království – Karel VII. Vítězný
- Polské království – Vladislav III. Varnenčik
- Uherské království – Albrecht II. Habsburský – Alžběta Lucemburská
- Chorvatské království – Albrecht II. Habsburský – Alžběta Lucemburská
- Říše Inků – Pachacútec Yupanqui
- Byzantská říše – Jan VIII. Palaiologos